# ثلوج كليمنجارو (فلم)
ثلوج كليمنجارو  (بالإنجليزية: The Snows of Kilimanjaro (1952 film)) هو فيلم مغامرة تم إنتاجه في الولايات المتحدة وصدر في سنة 1952.

## بطولة
- غريغوري بيك
- آفا غاردنر
- سوزان هيوارد

## الميزانية والإيرادات
حقق أرباحا تقدر بـ 6.5–12.5 مليون دولار.

## وصلات خارجية
- مقالات تستعمل روابط فنية بلا صلة مع ويكي بيانات
- الفيلم متوفر للتحميل المجاني على أرشيف الإنترنت